# De Wielewaal (Beneden-Leeuwen)
De Wielewaal is een korenmolen in Beneden-Leeuwen in de Nederlandse provincie Gelderland.
De molen werd in 1857 gebouwd en in 1967 en 2001 gerestaureerd. De molen is eigendom van de Gemeente West Maas en Waal.
De roeden van de molen zijn 25,50 meter lang en zijn voorzien van het Oudhollands hekwerk met zeilen. De inrichting bestaat uit twee koppels maalstenen. Een vrijwillig molenaar maalt af en toe op windkracht met de molen.

## Foto's

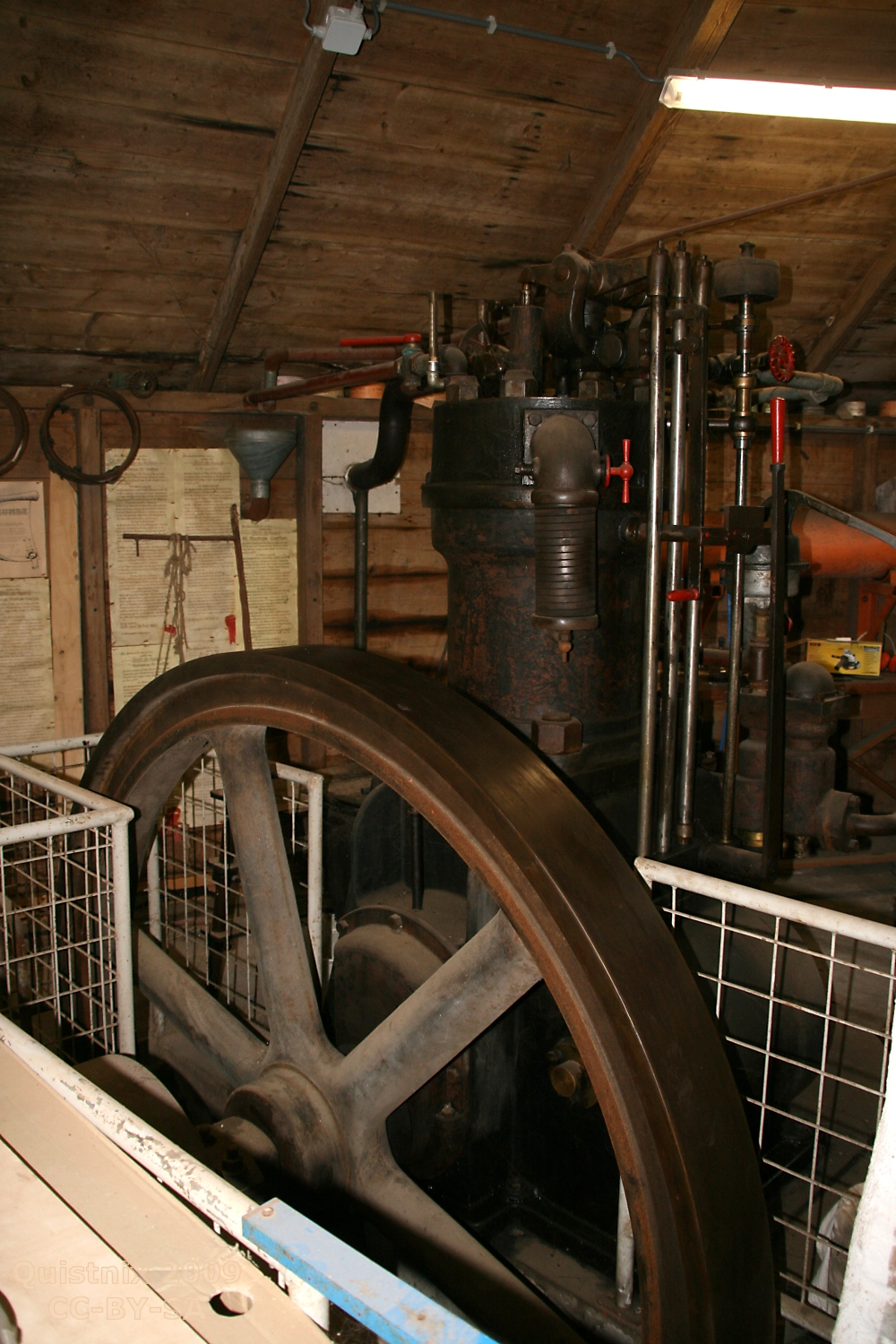
dieselmotor in de molen